# Битва при Роркс-Дрифт
Битва при Роркс-Дрифті (англ. Battle of Rorke's Drift), також відома як оборона броду Рорк — битва між зулусами та британськими військами, яке відбулося 22-23 січня 1879 року під час англо-зулуської війни. Захист будівлі колишньої лютеранської місії Роркс-Дрифт проходив під командуванням лейтенантів Джона Чарда з Корпусу Королівських інженерів і Ґонвіля Бромхеда з 24-го піхотного полку «Прикордонників Південного Уельсу». Великий загін воїнів зулу відокремився від своїх основних сил під час битви за Ісандльвану (програну британцями) 22 січня 1879 р. Цей загін відійшов на 6 миль (9.7 км) від Ісандльвану того ж дня, щоб потім напасти на Роркс-Дрифт.
Близько 150 британських і колоніальних військових захищались від нападів 3000-4000 воїнів Зулу. Масові поодинокі атаки Зулу на Роркс-Дрифт мали велику кількісну перевагу над британцями, але ці атаки постійно відбивали. Британські захисники були нагороджені одинадцятьма Хрестами Вікторії, а також рядом інших відзнак.

## Передумови
Роркс-Дрифт, відомий як kwaJimu («Земля Джима») мовою зулу, був місією та колишнім торговим постом Джеймса Рурка (Рорка), ірландського купця. Він був розташований поблизу переправи, або броду, на річці Баффало (Мзіняті), яка на той час формувала кордон між британською колонією Натал та Королівством Зулу. 9 січня 1879 року британська (центральна) колона № 3 на чолі з лордом Челмсфордом прибула та встала табором біля броду.
11 січня, наступного дня після закінчення терміну британського ультиматуму Зулусам, колона перетнула річку та встала табором на березі Зулу. Невеликий загін роти Б, 2-го батальйону, 24-го (2-го Уорвікширського) піхотного полку на чолі з лейтенантом Ґонвілем Бромхедом, направився до гарнізонного посту, який був перетворений на склад постачання та шпиталь під загальним командуванням майора-бревета Генрі Сполдінга з 104-го полку, зі штабу лорда Челмсфорда.
20 січня, після розвідувального патрулювання та будівництва дороги для фургонів, колона Челмсфорда рушила до Ісандльвани, приблизно в 10 кілометрах на схід, залишаючи позаду невеликий гарнізон. Великій роті 2-го / 3-го Натального місцевого контингенту (НМК) на чолі з капітаном Вільямом Стівенсоном було наказано залишитися на місці для зміцнення гарнізону. Ця група НМК налічувала від 100 до 350 чоловіків.
Рота Г капітана Томаса Рейнфорта 1-го / 24-го піхотного полку отримала розпорядження висуватися зі своєї станції в Гелмекмаар, на 10 миль (16 кілометрів) на південний схід, для подальшого посилення позиції. Пізніше того ж вечора частина колони № 2 на чолі з полковником-бреветом Ентоні Дернфордом, пізніше з Корпусу Королівських інженерів, прибула до броду та встала табором на березі Зулу, де вони залишилася протягом наступного дня.

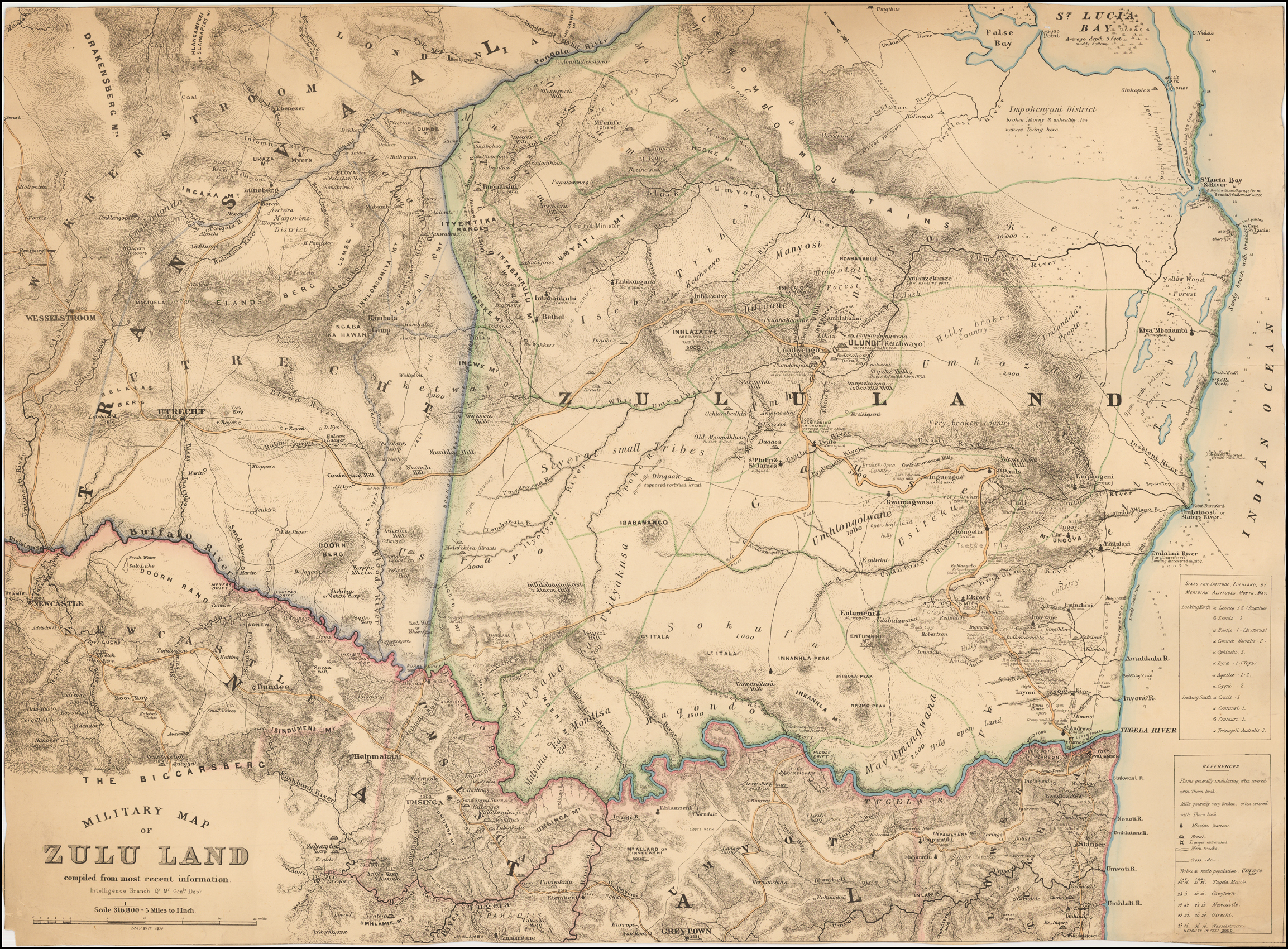
Британська армія, «Військова мапа землі Зулу», 1879 рік. Роркс-Дрифт знаходиться на зближенні червоної, зеленої та синьої меж, Айлендвана трохи праворуч

Пізно ввечері 21 січня Дернфорду було наказано висуватись до Ісандльвані, разом з невеликим загоном № 5 піхотної роти Королівських інженерів під командуванням лейтенанта Джона Чарда, який прибув 19 січня, щоб відремонтувати понтони, які б стали мостом через річку Буффало (Мзіняті). Вранці 22 січня Чард поїхав вперед свого загону до Ісандльвани, щоб уточнити накази, але був відправлений назад у Роркс-Дрифт вже без загону, з одним лише візком та погоничем, щоб побудувати оборонні позиції для очікуваної роти підкріплення, обійшовши колону Дернфорда на шляху в протилежному напрямку.
Біля полудня 22 січня, майор-бревет Сполдінг покинув табір Роркс-Дрифт, щоб встановити місцеперебування роти Рейнфорта, що повинна була з'явитись з хвилини на хвилину. Він залишив Чарда тимчасовим командувачем. Чард розмістився біля самого броду, де знаходився інженерний табір. Незабаром після цього двоє військових, що врятувались з Ісандльвани — лейтенант Герт Адендорф 1-го / 3-го Натального місцевого контингенту (НМК) та рядовий з Наталійських Карабінерів — прибули з повідомленням про поразку при Ісандльвані і про те, що частина армії Зулу(«імпі») наближається до табору Роркс-Дрифт.
Почувши цю новину, Чард, Бромхед та інші офіцери табору Роркс-Дрифт а також виконувач обов'язків помічника комісара Джеймс Далтон провели швидку нараду, щоб обрати стратегічний план дій — або намагатися відступити до Гелмекмаара або захищати Роркс-Дрифт. Далтон вказував на те, що невелику колону на відкритій місцевості з возами, повними пацієнтів лікарні, буде легко обігнати та перемогти числом. Тому було домовлено, що єдиним прийнятним варіантом дій буде залишитися в Роркс-Дрифт і боротися.

### Підготовка оборони
Як тільки британські офіцери прийняли оборонну стратегію, Чард і Бромхед скерували своїх людей підготуватися до захисту станції. Близько 400 людей гарнізону працювали швидко, з мішків для борошна, коробок з-під сухарів, ящиків для консервів був побудований оборонний периметр. Цей периметр охоплював комору, лікарню та міцний кам'яний крааль. Будівлі були укріплені, через зовнішні стіни пробиті бійниці, а зовнішні двері забарикадовані меблями.
Близько 15:30 на станцію прибув змішаний десант з близько 100 вершників Натального Місцевого Кінного Контингенту (НМКК) на чолі з лейтенантом Альфредом Хендерсоном після відступу з Ісандльвани. Вони добровільно вибрали для позиції дальню сторону Оскарберга(Шияне), великого пагорба, що виходив на станцію і з-за якого очікувались наближення зулусів.

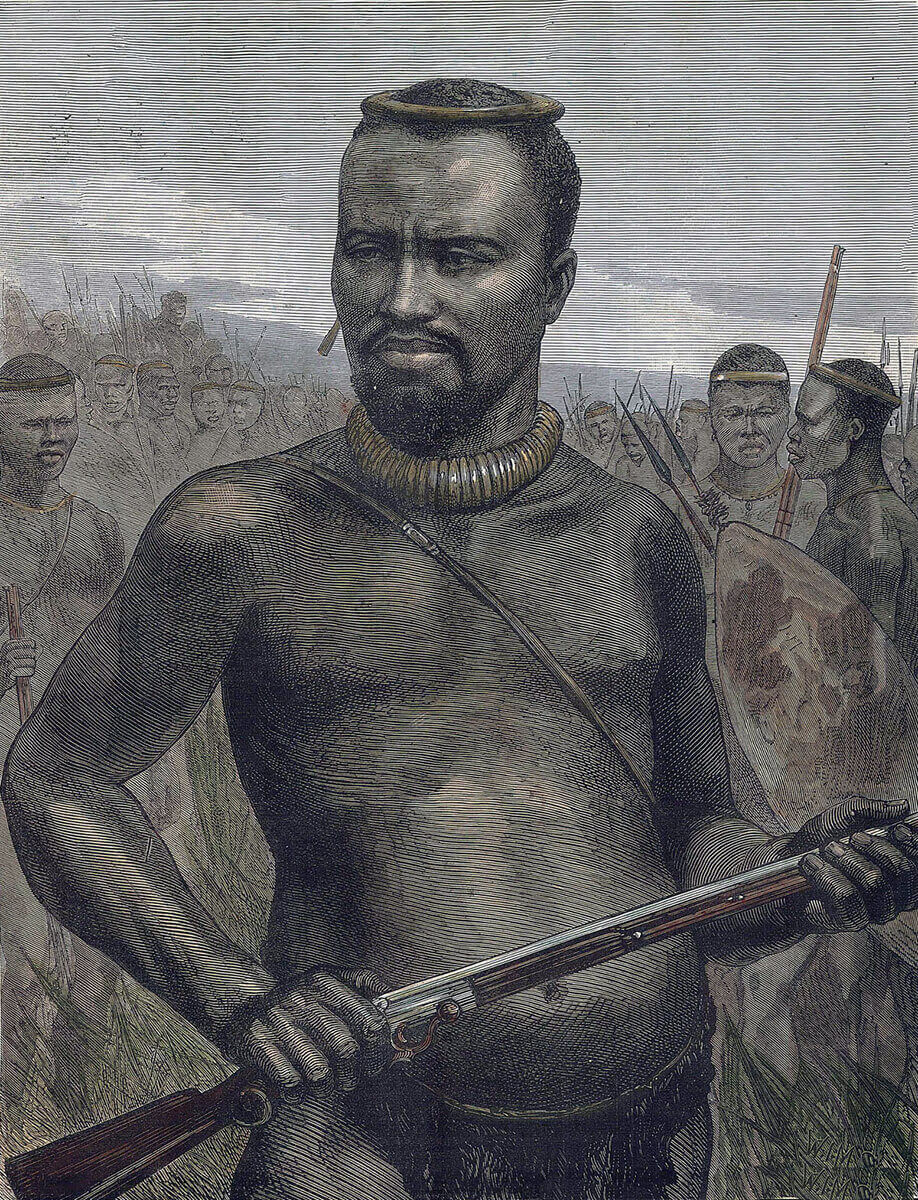
Принц Дабуламанзі каМпанде

Коли оборонні сили підготувалися до бою, у Чарда було кілька сотень людей особового складу: рота Б Бромхеда, великий загін НМК Стівенсона, загін НМКК Хендерсона та інші (більшість з них — пацієнтипацієнти лікарні, але «ходячі пацієнти»). Адендорф також залишився, тоді як рядовий, який прибув разом із ним, відправився попередити гарнізон у Гелмекмаар.
На думку Чарда, сили були достатніми, щоб відбити атаку зулусів. Чард розмістив солдатів по всьому периметру вздовж барикад, додавши в їх ряди деяких найбільш боєздатних пацієнтів, «випадкових людей» і цивільних осіб, а також людей з НМК, які володіли вогнепальною зброєю. Решта НМК, озброєні лише списами, були розміщені поза барикадами з мішків та ящиків в межах кам'яної стіни краалю.
Зулуські сили, що наближались, були значно більшими: уДлоко, уТулвана, та інДлондо полки «амабуто» — одружених чоловіків віком 30-40 років та «ібуто» молодих неодружених чоловіків становили від 3000 до 4000 воїнів, жоден з яких не брав участь у битві при Ісандльвані. Ці сили були «левами» резерву армії Зулу в Ісандльвані і часто називаються Корпусом Унді. Зулуські полки були спрямовані прорвати британський лівий фланг, щоб пройти на південний захід від самого пагорба Ісандльвана, щоб розташуватися на лінії зв'язку та оточити англійців та їхніх колоніальних союзників, щоб не допустити їх втечі назад у Натал через річку Баффало, що вела до Роркс-Дрифту.
До того моменту як Корпус Унді досяг Роркс-Дрифту о 16:30, вони виконали швидкий марш на 32 кілометри. Унді покинули свій табір близько 8 ранку і всі наступні одинадцять з половиною годин безперервно штурмували британські укріплення в Роркс-Дрифт.
Більшість воїнів Зулу були озброєні асегаєм (коротким списом) та щитом нгуні, зробленим з коров'ячої шкіри. Армія Зулу була добре тренована використовувати та координуватися саме за допомогою цієї зброї. Деякі зулуси також мали старі трофейні мушкети та гвинтівки, але їхня стрілецька підготовка була поганою, а якість та запаси пороху й куль були жахливими. Повідомлялося, що вони вважали, що встановлення цілика гвинтівки Мартіні-Генрі (модифікація гвинтівки Пібоді-Мартіні) (з градуюванням до 1400 ярдів) якомога вище — зробить постріл сильнішим, тому вони насправді стріляли надто високо.

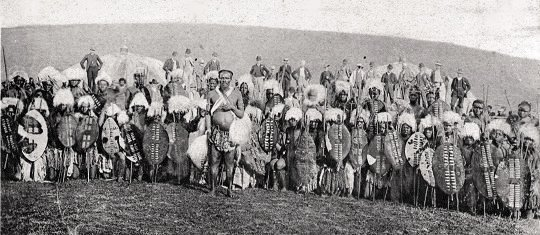
Історичне зображення воїнів Зулу приблизно того ж періоду, що і події в Роркс-Дрифт

Ставлення Зулу до вогнепальної зброї звучало як: «У воїнів Зулу не повинно бути вогнепальної зброї. Зброї боягуза. Бо вона дає можливість боягузу вбити хороброго, що не чекав нападу». Попри неточність вогню, Унді спричинили п'ять із сімнадцяти загиблих британців під час атак.
В той час як Корпус Унді при Інсандльвані був під командуванням каМапіти, командування Корпусом Унді при Роркс-Дрифт перейшло до принца Дабуламанзі каМпанде (напівбрата Цецвейо каМпанде, царя Зулу), оскільки каМапіта був поранений під час гонитви за британськими військами, що відступали з Ісандльвани. Принц Дабуламанзі вважався невдумливим та агресивним командувачем, і ця характеристика пояснювала його порушенням наказу короля Цецвейо діяти лише в рамках оборони, захишаючись від вторгнення британських солдатів і не вести війну на ворожій території. Атака на Роркс-Дрифт була скоріше незаплановим нальотом, ніж організованою контратакою, коли багато воїнів Корпусу Унді розсіялись по навколишнім краалям та селам, поки основне ядро Унді атакувало Роркс-Дрифт.
Близько 16:00 хірург Джеймс Рейнольдс, Отто Вітт — шведськийшведський місіонер, який керував місією у Роркс-Дрифті та капелан армії преподобний Джордж Сміт повернулися з пагорба Оскарберг з новиною, що основні сили Зулу форсують річку до на південному сході і знаходяться «в п'яти хвилинах шляху». У цей момент Вітт вирішив виїхати зі станції, оскільки його родина жила в будиночку близько 30 кілометрів від Роркс-Дрифт і він хотів бути з ними. Слуга Вітта, Умквелнантаба, пішов із ним; так само вчинив один із пацієнтів лікарні, лейтенант Томас Первіс з 1-го/3го НМК.

## Бій

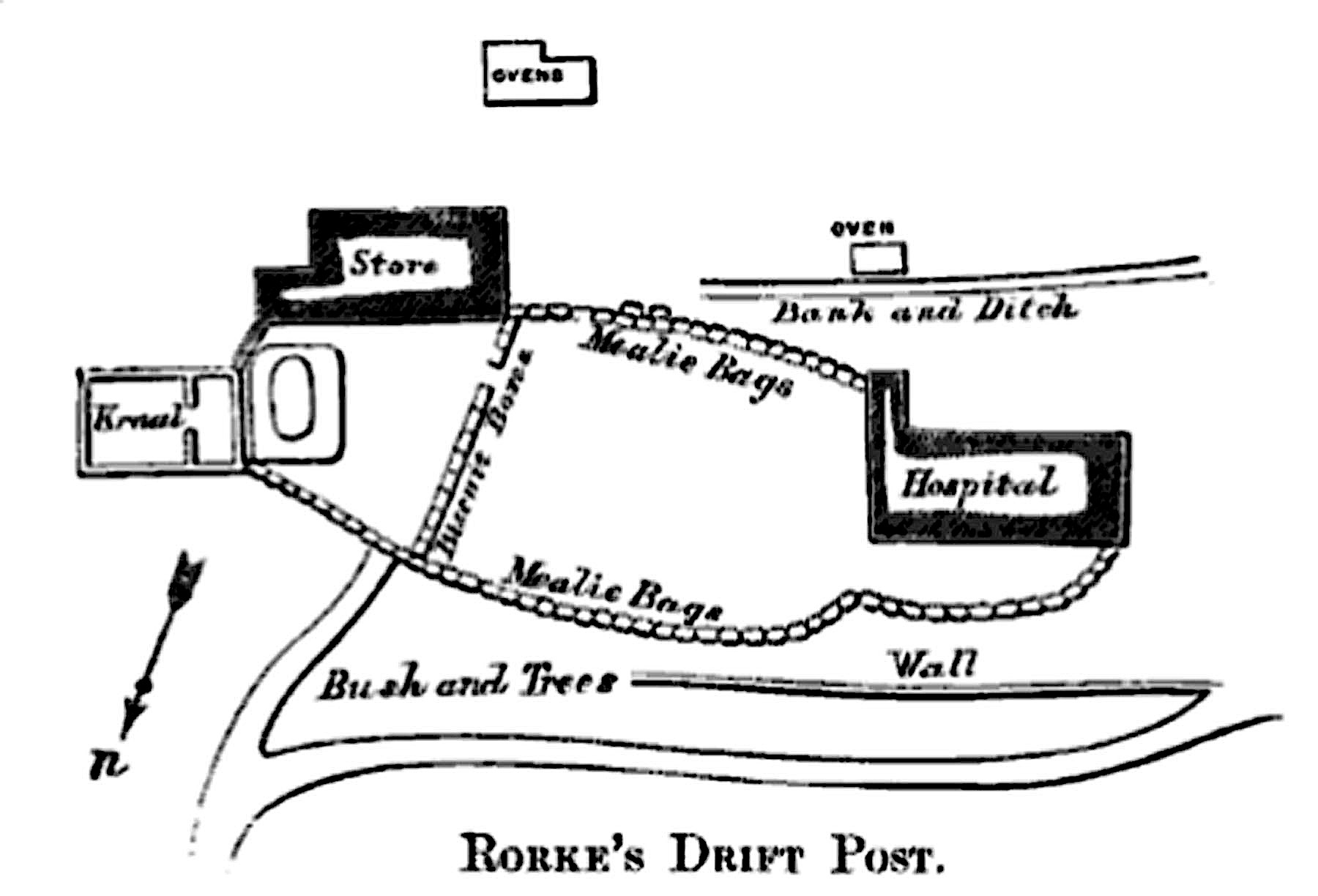
Сучасний малюнок Роркс-Дрифту з архівів корпусу королівських інженерів.

Близько 16:20 в бій вступив підрозділ НМК лейтенанта Хендерсона, що дислокувались за Оскарбергом, і зав'язали бій з авангардом сил Зулу. Однак підрозділ був втомлений битвою під Ісандльваною і незабаром відступив до Роркс-Дрифту, а також через недостачу карабінних боєприпасів, люди Гендерсона вирушили в Гелмекмаар за амуніцією. Сам Гендерсон повідомив лейтенанту Чарду, що ворог близько, і що «його люди не будуть виконувати накази Чарда, а йдуть до Гелмекмаара».
Гендерсон відійшов разом зі своїми людьми. Побачивши відведення військ Гендерсона, загін капітана Стівенсона відмовився тримати свою позицію та втік, значно зменшивши силу гарнізону. Обурені тим, що Стівенсон та деякі його колоніальні подорожні офіцери також втекли з барикад, кілька британських солдатів обстріляли їх, вбивши капрала Вільяма Андерсона.
Зулуси вже були майже у Роркс-Дрифті, а гарнізон тепер налічував від 154 до 156 людей. З них лише загін Бромхеда можна вважати за дисципліновану бойову одиницю. До того ж до 39 людей його загону були на станції пацієнтами лікарні, і майже всі вони взяли до рук зброю. За умови зменшення кількості особового складу, Чард усвідомив необхідність модифікувати оборону і дав наказ використати ящики з сухарями для спорудження стіни через середину посту, щоб зробити можливим відступ з лікарняної частини табору, якщо виникне потреба.
О 16:30 Зулуси обійшли пагорб Оскарберг і підійшли до південної стіни табору. Рядовий Фредерік Хітч, розміщений на варті за складом, повідомив про наближення великої колони Зулусів. Авангард Зулу, 600 людей, напали на південну стіну, що стояла між лікарнею та складом. Британці відкрили вогонь, коли зулуси були в 460 метрах від їхніх позицій.

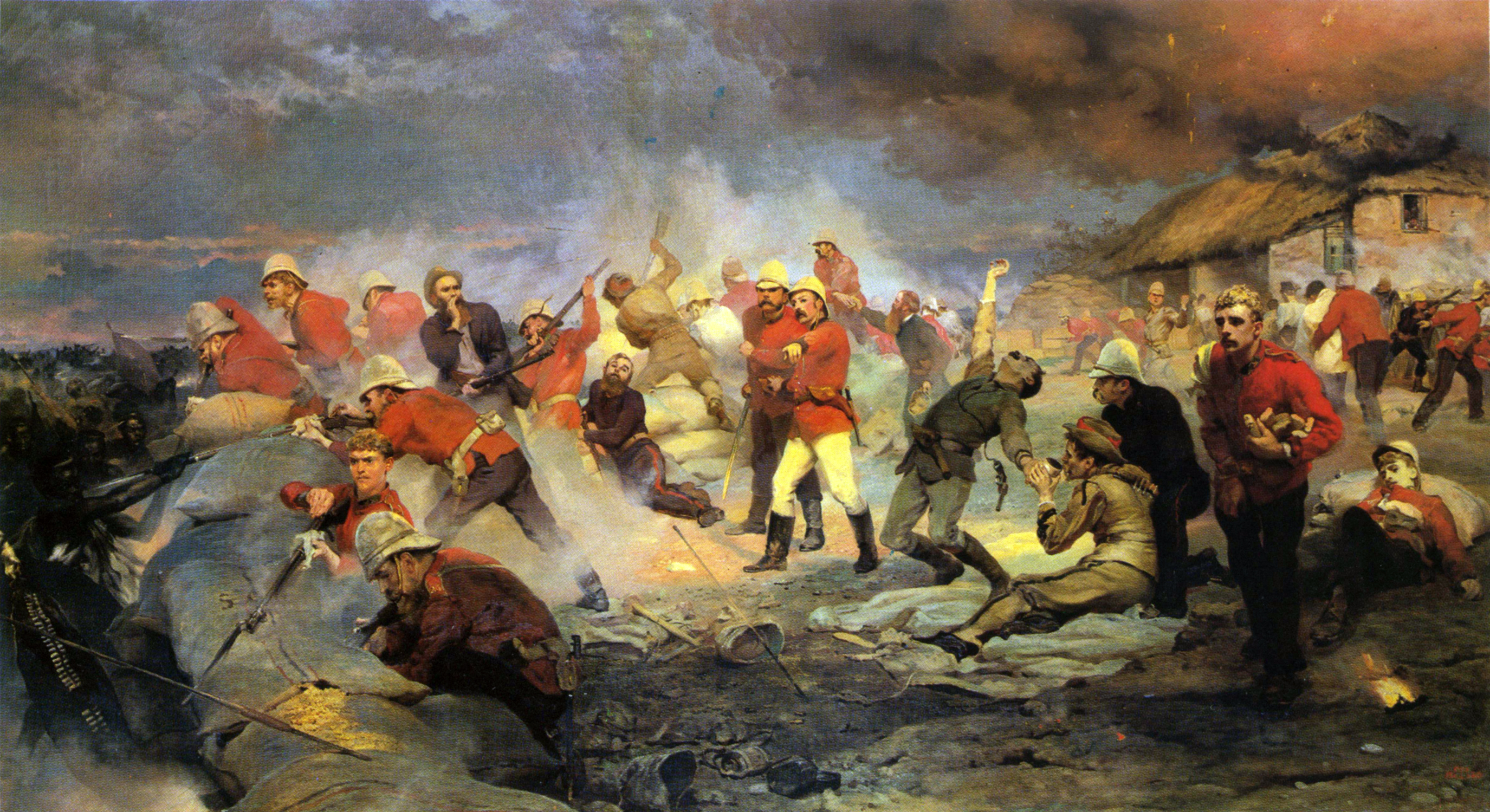
Захист Роркс-Дрифт, автор леді Батлер (1880).

Але крім цього, основні сили Зулу атакували північну стіну, які зустрівши шквальний вононь британців, були вимушені зайняти укриття. Частина з них відійшла за Оскарберг. Інша група сил Зулу атакувала госпіталь та північно-західну стіну.
Британці на барикадах, включаючи Далтона і Бромхеда, згодом були вимушені вступити в жорстокий рукопашний бій. Британська стіна була занадто високою, щоб перебратися через неї, тому Зулу вдавалися до спроб вхопитися за гвинтівки з-під стіни. Певний час спроби атак з-за стіни продовжувались, але зрештою Зулу були відкинуті назад.
Вогонь Зулу з-під стіни та з району Оскарберга, вбив п'ять із сімнадцяти людей загальної кількості втрат.

### Оборона госпіталю
Чард зрозумів, що північна стіна під постійною атакою може не встояти. О 18:00 він потягнув своїх людей у двір, залишаючи дві передні кімнати лікарні. Шпиталь ставав дуже незручним для оборони: бійниці стали проблемою, оскільки зулуси хапали гвинтівки, але якщо бійниці залишалися порожніми, зулуські воїни просовували власну зброю, щоб стріляти в кімнати. Серед солдатів та пацієнтів, призначених до оборни шпиталю, були капрал Вільям Вілсон Аллен та рядовий Коул, Данбар, Хітч, Хорріган, Джон Вільямс, Джозеф Вільямс, Альфред Генрі Гук, Роберт Джонс та Вільям Джонс.
Рядові Хорріган, Джон Вільямс, Джозеф Вільямс та інші пацієнти намагалися тримати під контролем вхід до лікарні за допомогою гвинтівок з багнетами. Джозеф Вільямс захищав маленьке вікно, під яким було згодом знайдено 14 мертвих зулусів. Як стало зрозуміло, фасад будівлі захопили зулуси, Джон Вільямс почав проламувати стіну, що розділяла центральну кімнату та кутову кімнату в задній частині лікарні, щоб мати змогу вийти. Коли він зробив прохід у стіні, двері в центральну кімнату потрапили під щільну атаку зулусів, і він встиг витягнути лише двох пацієнтів, поки оборона дверей не була прорвана.
Кутова кімната, в яку Джон Вільямс втягнув двох пацієнтів, була зайнята рядовим Гуком та ще дев'ятьма пацієнтами. Джон Вільямс зламав стіну до сусідньої кімнати за допомогою кайла, в той час, як Хук стримував зулусів. В цей момент виникла перестрілка, коли зулус прострілив двері, Хук стріляв у відповідь, але був оглушений ударом списа в шолом.
Вільямс зробив отвір досить великим, щоб потрапити до сусідньої кімнати, яку займав один рядовий Уотерс, і перетягнув до неї пацієнтів. Останнім був Хук, який встиг вбити ще одного Зулуса, що вибив двері. Джон Вільямс знову узявся до роботи кайлом, але в цей раз над ними був палаючий дах. Паралельно з цим Хук захищав отвір, а Уотерс продовжував стріляти через бійницю.
Через п'ятдесят хвилин отвір був достатньо великим, щоб перетягнути через нього пацієнтів разом з рядовим Вотерсом і Беккетом, які ховалися в шафі. Тепер вони були в останній кімнаті, яку продовжували захищати рядові Роберт Джонс та Вільям Джонс. Звідси пацієнти шпиталю вилізли через вікно, а потім пробралися через двір до барикади.
З одинадцяти пацієнтів дев'ять пережили цей відступ на барикаду. За словами Джеймса Генрі Рейнольдса, у лікарні загинули лише четверо захисників: один був членом місцевого контингенту зі зламаною ногою; Сержант Максфілд та рядовий Дженкінс, що хворіли на лихоманку та відмовилися відступити, також були вбиті. Як повідомляється, Дженкінс був убитий після того, як його схопили та нанесли колоту рану, як і рядовому Адамсу, який теж відмовився відступити у двір. Рядовий Коул, призначений до лікарні, був убитий, коли він вибіг на вулицю. Ще одним вбитим пацієнтом лікарні був рядовий стрілець Наталійської Кінної поліції. Серед пацієнтів лікарні, які врятувались, були капрал Майєр з НМК, бомбардир Льюїс з Королівської артилерії та рядовий Грін з Натальної Кінної поліції, який був поранений у стегно кулею. Рядовий Конлі зі зламаною ногою був врятований Хуком, хоча й нога Конлі була знову зламана в процесі порятунку.

### Крааль і бастіон
Евакуація та відступ з палаючої лікарні укоротила периметр оборони. З настанням ночі атаки Зулу посилювалися. Крааль з великою рогатою худобою потрапив під шквал нових атак та був покинутий до 22:00. Протягом ночі зулуси проводили регулярні напади на британські позиції. Атаки почали слабшати лише після півночі, і остаточно закінчились до 2:00, змінившись зулуським вогнем з вогнепальної зброї до 4:00 ранку.
На той час в гарнізоні налічувалося чотирнадцять загиблих. Ще двоє були смертельно поранені, ще вісім, включаючи Далтона, важко поранені. Майже кожен військовий отримав якесь поранення. Всі вони були виснажені, боровшись 10 годин. З 20 000 патронів у резерві залишилось лише 900.

## Після бою
На світанку англійці змогли побачити, що Зулуси зникли. Багато зулусів, хто не зміг втекти лежали мертвими та важко пораненими. Патрулі були відправлені розвідати поле бою, відшукати покинуту зброю та знайти вцілілих. Близько 7:00 несподівано з'явився загін Зулусів, і британці знову повернулися на свої позиції.
Однак атаки не сталося, оскільки Зулуси були на марші протягом шести днів до самого бою. Також вони не їли належним чином протягом двох останніх днів. У їх рядах були сотні поранених, і вони пройшли кількаденний марш без будь-яких запасів. Незабаром після появи зулуси відступили тим шляхом, яким вони прийшли.
Близько 8:00 ранку на підходах з'явилася ще одна армія, і захисники знову залишили свій сніданок, щоб зайняти свої позиції. Однак цією армією виявився авангард колони лорда Челмсфорда.
Британські та колоніальні втрати детально:
- 1-й / 24-й піхотний полк: 4 вбитих або смертельно поранених в бою; 2 поранені.
- 2-й / 24-й піхоотний полк: 9 вбитих або смертельно поранених в бою; 9 поранених.
- Департамент комісаріату та транспорту: 1 вбитий в бою; 1 поранений.
- Наталійська Кінна поліція: 1 вбитий в бою; 1 поранений.
- 1-й / 3-й НМК: 1 вбитий в бою.
- 2-й / 3-й НМК: 1 вбитий;[36] 2 поранені.

Після битви було підраховано 351-не тіло вбитих воїнів Зулу, але, за підрахунками, щонайменше було ще 500 поранених і захоплених в полон. Ставши свідком розправи в Ісандльвані, солдати Челмсфорда не помилували захоплених і поранених Зулусів. Вільям Джеймс Кларк з Натальної Кінної поліції описав у своєму щоденнику, що "загалом ми поховали 375 зулусів, а деяких поранених кинули заживо в могилу. Побачивши як обходились з нашими пораненими товаришами, яких ми витягли зі шпиталю … ми дуже розлютилися і не помилували поранених зулусів ". У своїй книзі «Відповідь Зулу на британське вторгнення 1879» Лабанд дає оцінку в 600 зулусів.
Самуель Пітт, який служив під час бою рядовим, сказав в інтерв'ю The Western Mail в 1914 році, що офіційне число втрат ворога було занижене: «Ми переконані, що нараховувались 875, але книги розкажуть вам 400 або 500»..

## Нагороди
Одинадцятьма Хрестами Вікторії були нагороджені захисники Роркс-Дрифту, семеро з них — це солдати 2-го / 24-го піхотного полку. Також було нагороджено чотирьох медалями «За визначні заслуги».
Велика кількість нагород за відвагу трактувалась як реакція на попередню поразку в битві за Ісандльвану. Вихваляння перемоги в Роркс-Дрифту відвертало увагу громадськості від великої поразки під Ісандльваною та того факту, що лорд Челмсфорд та Генрі Бартл Фрере розпочали війну без схвалення уряду Її Величності.
Звичайно, пізніше того ж року сер Гарнет Уолслі, який обійняв посаду головного командира від лорда Челмсфорда, не вразив нагородами, захисниками «Дрифт-Рорка», заявивши, що "жахливо робити героїв з тих, хто зачинився в будівлях на Рорк-Дрифт, не могли утекти та билися, як щури, за своє життя, якого вони інакше не могли врятувати ".

У 1879 році не було передбачено посмертного дарування Вікторійського хреста, і тому він не міг бути присуджений тому, хто загинув під час битви. Рядовий Джозеф Вільямс, був убитий під час бійки в лікарні, і в депешах згадувалося, що "якби він вижив, його б нагородили Вікторійським хрестом ". 

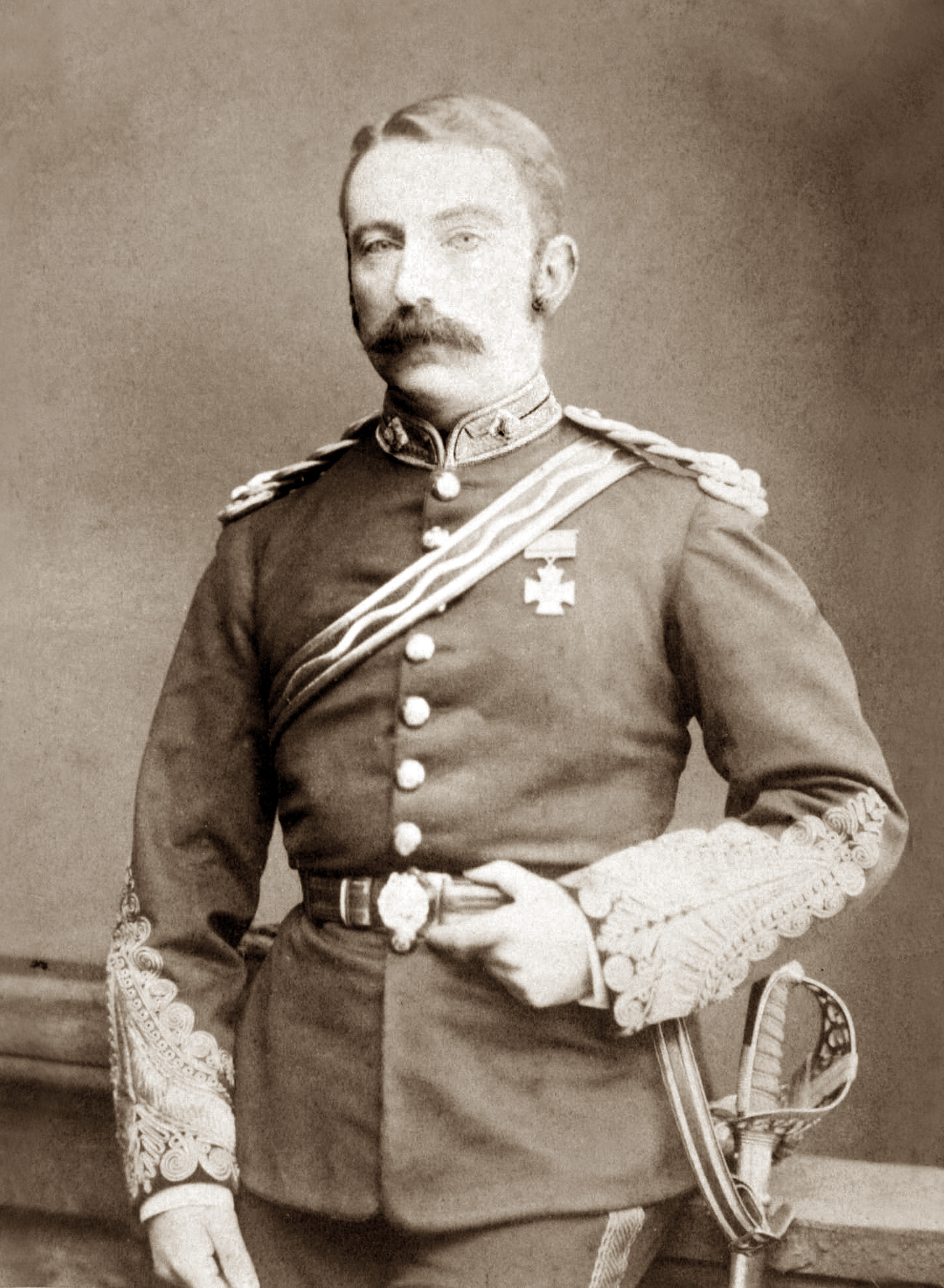
Джон Шард, підполковник
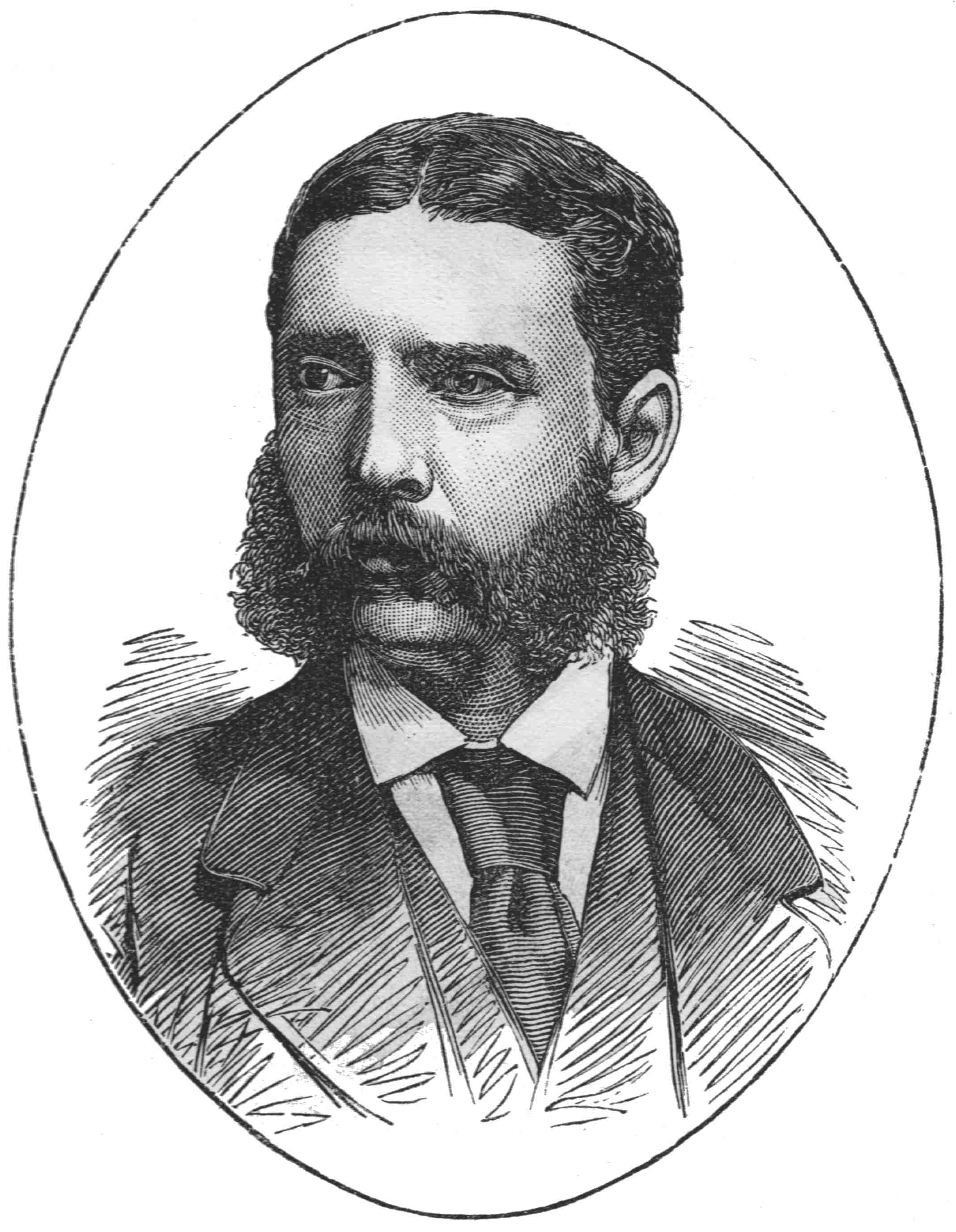
Лейтенант Гонвілл Бромхед
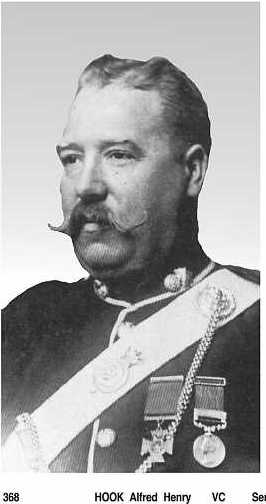
Рядовий Генрі Альфред Хук
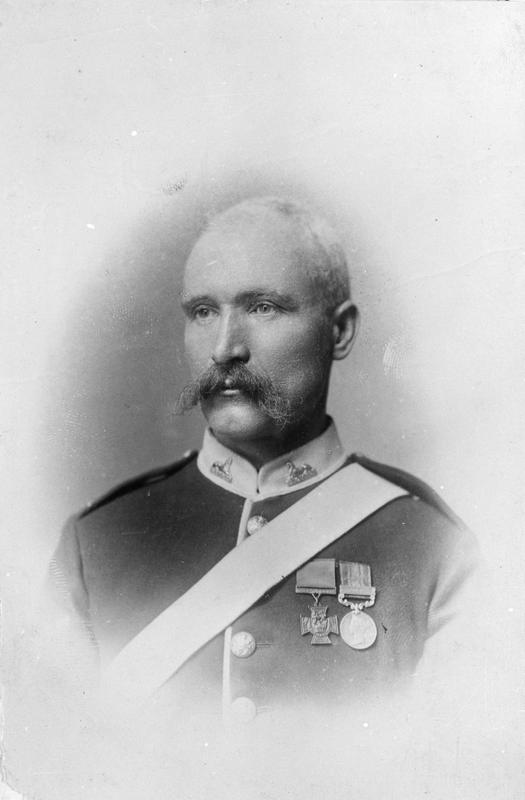
Рядовий Джон Вільямс
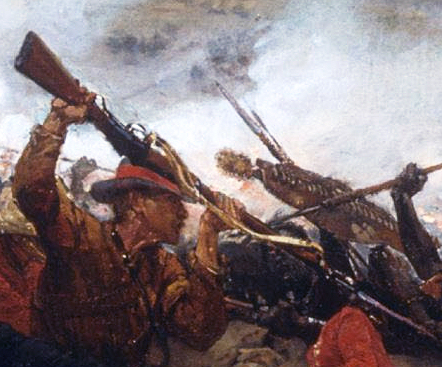
Капрал Фердинанд Шисс

### Медаль за визначні заслуги на полі бою:[45]
- Навідник Джон Кантвелл; Королівська кінна артилерія 5-ї бригади
- Рядовий Джон Вільям Рой; 1-й / 24-й піша
- Кольоровий сержант Френк Едвард Борн
- Другий капрал Френсіс Етвуд; Армійський службовий корпус

15 січня 1880 р. було також подано заяву на отримання медалі для рядового Майкла Макмахона (армійського госпітального корпусу). Подання було скасовано 29 січня 1880 року за самовільну відпустку та крадіжку.

## Зображення та екранізації
Події навколо нападу на Роркс-Дрифт були вперше драматизовані військовими живописцями, зокрема Елізабет Батлер (у «Оборона Роркс-Дрифту» (1880)) та Альфонсом де Невілем (також названа «Оборона Роркс-Дрифту» (1880)). Ці роботи були надзвичайно популярні в ті часи серед громадян Британської імперії.
Вперше правдиву історію про битву було описано у творі Г. Райдера Гаґґарда «Історія про Ісандльвану та Роркс-Дрифт», опублікованому у книзі «Справжня історія» Ендрю Ланга(1894). В ній він оповідає про багато важливих постатей, але не згадує хірурга Рейнольдса, який зіграв вирішальну роль в обороні.
Компанія «Едісон» зняла німий фільм під назвою «Роркс-Дрифт» (1914) з Річардом Такером у головній ролі.
Фільм «Зулу» (1964), продюсера Стенлі Бейкера, теж зображує «Бій за Роркс-Дрифт». Фільм отримав загалом позитивні відгуки критиків. Деякі деталі розповіді про фільм є, однак, історично неточними (наприклад, у фільмі полк називають «Південні Вельські Бордери», але насправді підрозділ так не називався ще два роки після бою(хоча полк і базувався в Бреконі в Південному Уельсі з 1873 р.).
Битві за Роркс-Дрифт була присвячена глава в книзі військового історика Віктора Девіса Генсона «Різанина і культура» (2002), оскільки це один з декількох знаменних боїв, які демонструють високу ефективність західних військових методів.
Також битві за Роркс-Дрифт присвячена однойменна пісня шведської пауер-метал групи «Sabaton».